# Pollfjelltunnel
Der Pollfjelltunnel (norwegisch Pollfjelltunnelen) ist ein einröhriger Straßentunnel unter dem Pollfjell zwischen Furuflaten und Lyngspollen in der Kommune Lyngen der Provinz Troms. Der Tunnel im Verlauf des Fylkesvei 868 ist 3230 m lang. Er ersetzte einen stark lawinengefährdeten Wegabschnitt.